# Floirac (Gironde)
Floirac is een gemeente in het Franse departement Gironde (regio Nouvelle-Aquitaine). De plaats maakt deel uit van het samenwerkingsverband Bordeaux Métropole en het arrondissement Bordeaux. Floirac telde op 1 januari 2022 17.939 inwoners.

## Geografie
De oppervlakte van Floirac bedroeg op 1 januari 2022 8,67 vierkante kilometer; de bevolkingsdichtheid was toen 2.069,1 inwoners per km².

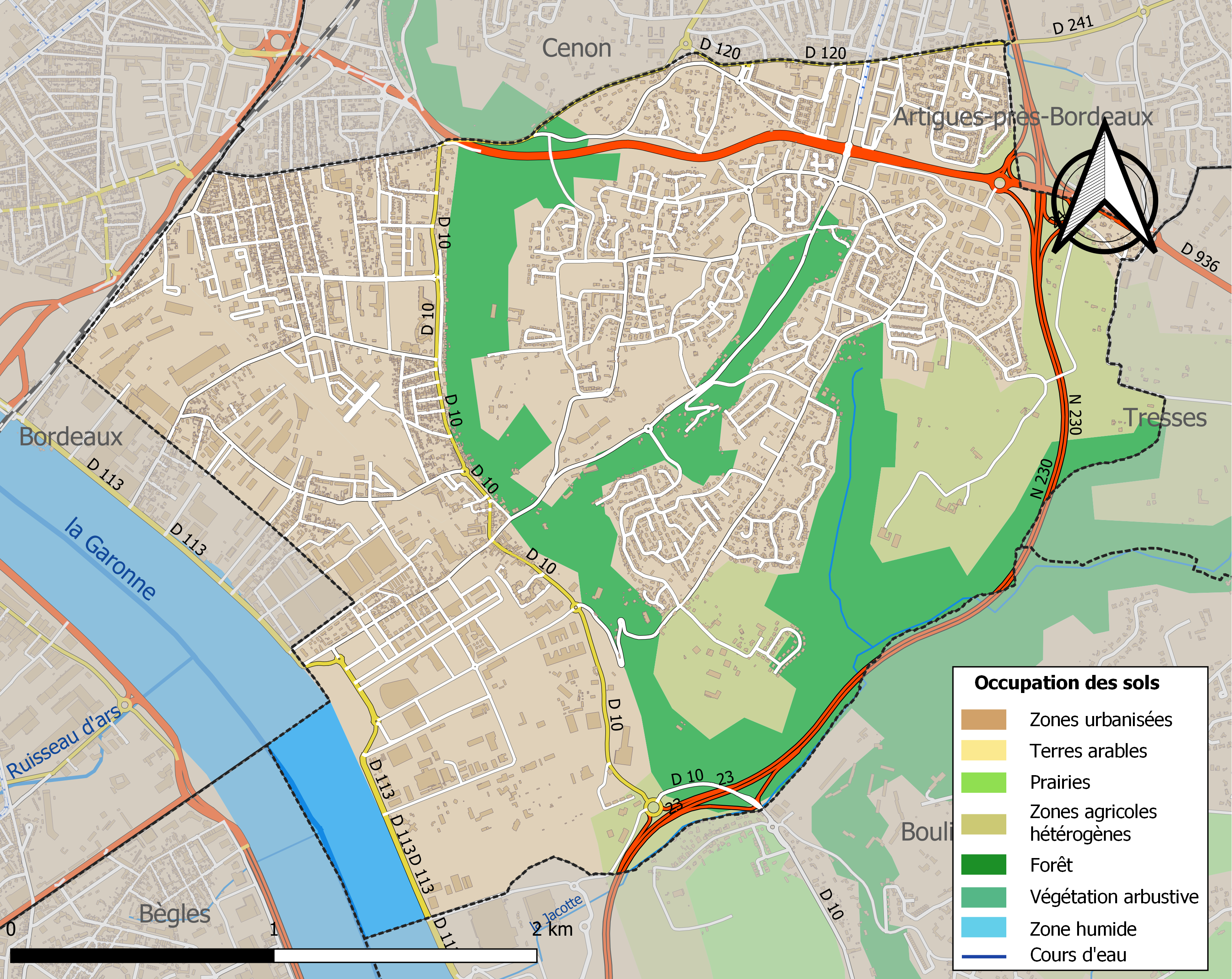
Kaart van de gemeente met belangrijkste infrastructuur, bodemgebruik en omliggende gemeenten

## Demografie
Onderstaande figuur toont het verloop van het inwonertal (bron: INSEE-tellingen).